# Szydłowiec
Szydłowiec là một thị trấn thuộc huyện Szydłowiecki, tỉnh Mazowieckie ở trung-đông Ba Lan. Thị trấn có diện tích 22 km². Đến ngày 1 tháng 1 năm 2011, dân số của thị trấn là 11873 người và mật độ 542 người/km².